# قانون مدنی در نظم حقوقی کنونی
قانون مدنی در نظم حقوقی کنونی اثر ناصر کاتوزیان کتابی است در باب قانون مدنی ایران که از آن به عنوان یکی از مهم‌ترین کتب حقوقی دانشگاهی ایران یاد می‌شود.